# Auguste Leuba (Politiker, 1846)
Auguste Leuba (* 1. November 1846 in Le Locle; heimatberechtigt in Buttes; † 20. März 1884 in Nyon) war ein Schweizer Ingenieur und Neuenburger Stände- sowie Nationalrat.

## Leben und Wirken
Auguste Leuba war Sohn des gleichnamigen Staatsrats Auguste Leuba und der Sophie geborene Leuba. Er heiratete Marie, Tochter des Frédéric Jacot-Baron. Der Gross- und Nationalrat Auguste Leuba war beider Sohn.
Leuba absolvierte ein Ingenieurstudium am Eidgenössischen Polytechnikum Zürich (später ETH). Mit seinem Bruder Henri-Arthur leitete er ab 1875 die Kalk- und Zementfabrik Le Furcil in Noiraigue, damals Leuba Frères. Der freisinnige Politiker war Grossrat (1880–1884), Ständerat (1880–1881) und Nationalrat (1882–1884).

## Belege
1. 1 2  Eric-André Klauser: Auguste Leuba. In: Historisches Lexikon der Schweiz.  4. April 2007.
2. ↑  Eric-André Klauser: Auguste Leuba. In: Historisches Lexikon der Schweiz.  4. April 2007.

| Personendaten    | Personendaten                                                                  |
| ---------------- | ------------------------------------------------------------------------------ |
| NAME             | Leuba, Auguste                                                                 |
| KURZBESCHREIBUNG | Schweizer Ingenieur und Politiker, Neuenburger Stände-, Gross- und Nationalrat |
| GEBURTSDATUM     | 1. November 1846                                                               |
| GEBURTSORT       | Le Locle                                                                       |
| STERBEDATUM      | 20. März 1884                                                                  |
| STERBEORT        | Nyon, Schweiz                                                                  |